# Neil Armstrong
Neil Alden Armstrong (født 5. august 1930 - død 25. august 2012) var den amerikanske astronaut, som blev det første menneske, der betrådte Månen, hvilket skete den 21. juli 1969 (Apollo 11).
Armstrong blev født i Wapakoneta, Ohio og gjorde tjeneste i Koreakrigen som jagerpilot fra hangarskibet USS Essex. Han fløj 78 kampmissioner i Grumman F9F Panther, og måtte en enkelt gang redde sig med katapultsædet. 
Neil Armstrong gik på University of Purdue, der ligger i West Lafayette, Indiana. Han blev herefter civil testpilot for NASA og fløj raketflyet X-15. Armstrong blev udvalgt til astronaut i 1962.
Han var kaptajn på Gemini 8 i  marts 1966, hvor den første sammenkobling mellem to rumfartøjer lykkedes. Imidlertid fik en kortslutning Gemini 8 til at snurre rundt, og kun ved en snarrådig indsats fik Armstrong reddet Gemini 8. I 1968 var han kaptajn for reservebesætningen til Apollo 8, og året efter i 1969 fungerede han som kaptajn på Apollo 11 under den første månelanding. På denne rejse mod Månens overflade den 20. juli 1969 måtte Armstrong overtage styringen af månelandingsfartøjet Ørnen for at undgå en landing i et klippefyldt område. Hans første ord fra Månen var: "Houston, her er Stilhedens Base. Ørnen er landet". Kl. 03.56.20 den 21. juli 1969 trådte Armstrong ned på Månens overflade og kunne udtale de siden så berømte ord:
That's one small step for [a] man, one giant leap for mankind.  Lyt ?
"Det er et lille skridt for mennesket, et kæmpeskridt for menneskeheden."
Efter månelandingen forlod han NASA og blev professor i ingeniørvidenskab på universitetet i Cincinnati. Han blev af præsident Ronald Reagan udpeget til medlem (næstformand) i Rogers-kommissionen, der skulle undersøge ulykken med rumfærgen Challenger.
Neil Armstrong var gift med Janet Shearon (g. 1956–1994) og fik tre børn (Mark, Eric og Karen). Han levede sine sidste år i Cincinnati, Ohio. Han døde den 25. august 2012 af komplikationer efter en hjerteoperation.